# Lista de Membros Correspondentes da Academia Brasileira de Ciências Empossados em 1998
Esta lista contém os nomes dos membros correspondentes da Academia Brasileira de Ciências empossados em 1998. 
| Imagem | Nome                              | Datas de nascimento e falecimento              | Local de nascimento      | Área de especialização | Alma mater                            | Data de posse      | Conhecido por | Referências |
| ------ | --------------------------------- | ---------------------------------------------- | ------------------------ | ---------------------- | ------------------------------------- | ------------------ | ------------- | ----------- |
|        | Carlos Alberto García Canal       | 03 de dezembro de 1943                         |                          | Ciências Físicas       |                                       | 06 de maio de 1998 |               | [ 2 ]       |
|        | Chintamani Nagesa Ramachandra Rao | 30 de junho de 1934                            | Bangalore, Índia         | Ciências Químicas      | en:University of Mysore, Índia        | 06 de maio de 1998 |               | [ 3 ]       |
|        | Clifford Allen Bunton             | 04 de janeiro de 1920                          | Chesterfield, Inglaterra | Ciências Químicas      | University College London, Inglaterra | 06 de maio de 1998 |               | [ 4 ]       |
|        | Daniel Bernard Nahon              | 30 de janeiro de 1943                          |                          | Ciências da Terra      |                                       | 06 de maio de 1998 |               | [ 5 ]       |
|        | Jeannine M. Yon-Kahn              | 10 de fevereiro de 1927                        |                          | Ciências Biológicas    |                                       | 06 de maio de 1998 |               | [ 6 ]       |
|        | Patricio José Garrahan            | 15 de fevereiro de 1938 18 de dezembro de 2001 | Buenos Aires, Argentina  | Ciências Biológicas    |                                       | 06 de maio de 1998 |               | [ 7 ] [ 8 ] |